# Anomodontia

Venjukovia

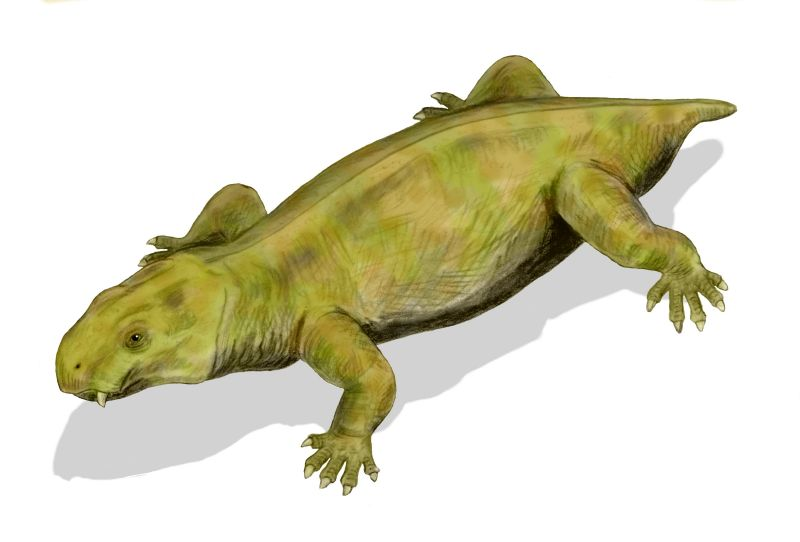
Dicynodon

Anomodontia je skupina vyhynulých therapsidů žijící v permu a raném triasu (možná až do spodní křídy). Šlo o bezzubé, robustní možná teplokrevné býložravce. Dělí se do několika skupin, z nichž je zcela nejpočetnější skupina dicynodontia. Právě pouze dicynodonti žili i triasu a v spodním a středním triasu byli dominantními býložravci své doby, zatímco ostatní skupiny žili pouze v permu.

## Taxonomie
- Řád Therapsida
- Podřád Anomodontia
  - Biseridens
  - Patranomodon
  - Nadčeleď Anomocephaloidea
    - Anomocephalus
    - Tiarajudens

  - Nadčeleď Venyukovioidea
    - Čeleď Otsheridae
      - Otsheria
      - Suminia

    - Čeleď Venyukoviidae
      - Ulemica
      - Venjukovia

  - Klad Chainosauria
    - Galechirus
    - Galeops
    - Galepus
    - Infrařád Dicynodontia